# Piège de la ville vide

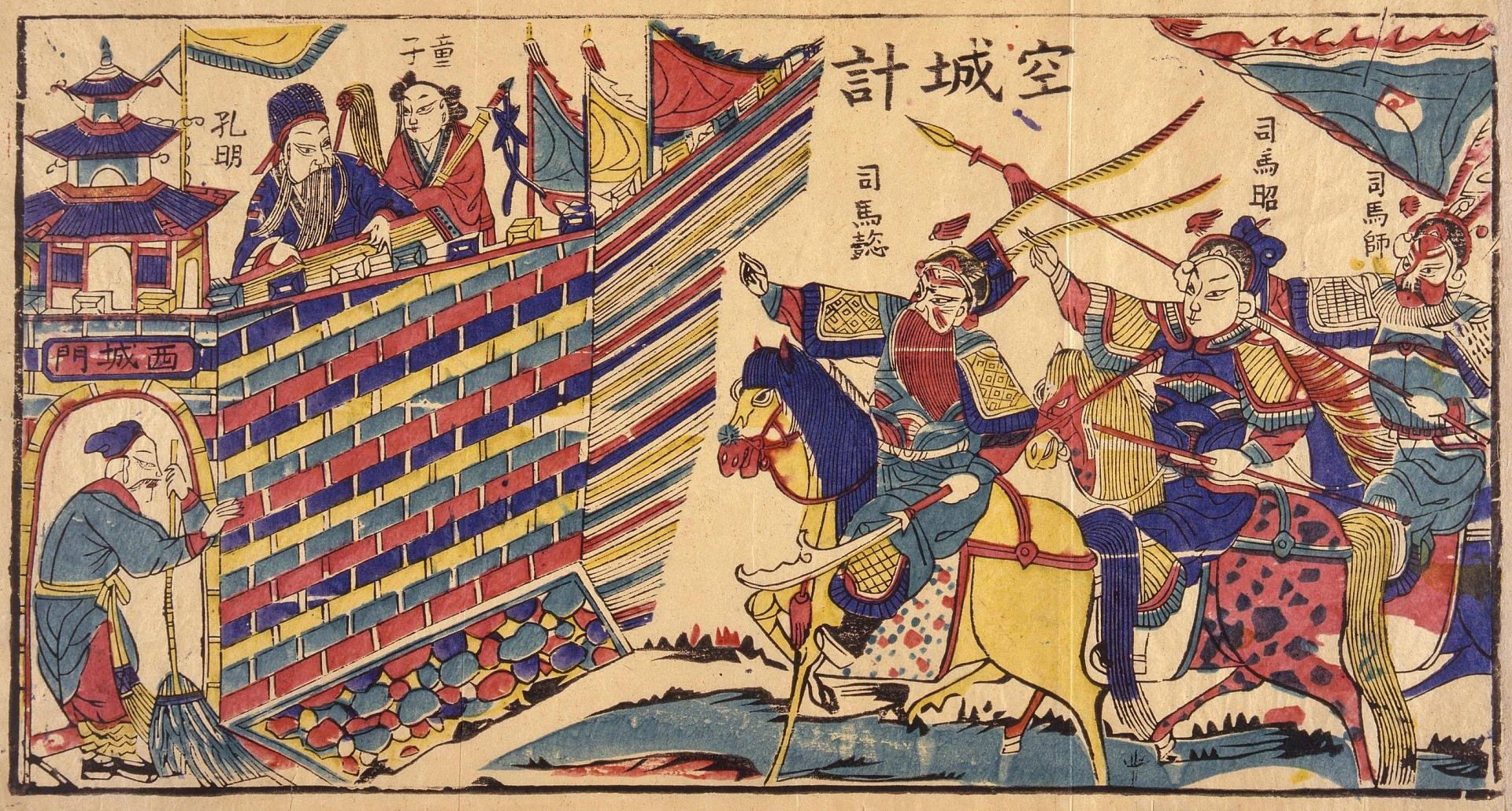
Cette image représente la ruse de la ville vide avec Zhuge Liang au sommet des remparts de la ville ainsi que Sima Yi, Sima Zhao et Sima Shi à l'extérieur de la ville.

Le piège de la ville vide (chinois traditionnel : 空城計 ; Chinois simplifié : 空城计 ; pinyin : Le Kōngchéng jì) est le trente-deuxième des trente-six stratagèmes chinois. La stratégie emploie la psychologie renversée (et la chance) pour amener l'ennemi à penser qu'un fort vide est plein (de pièges, de soldats ou d'embuscades), et donc provoquer sa retraite. Cette tactique a été rendue célèbre par le roman des Trois royaumes de Luo Guanzhong, qui la fait utiliser à Zhuge Liang du royaume de Shu contre Sima Yi du royaume de Wei.

## Zhuge Liang contre Sima Yi
Dans le roman des Trois royaumes, Zhuge Liang a mené six expéditions vers le nord à partir de Hanzhong par Qishan dans l'espoir de capturer Chang'an. Dans la 1re expédition, ses efforts ont été minés par la perte de Jieting, une passe près de Hanzhong, due à l'imprévoyance de Ma Su, qui refusa d'écouter les ordres du premier ministre. Avec la perte de la bataille de Jieting, Zhuge Liang doit battre en retraite. Le lieu où Xicheng (西城) est stationné  le met en grand danger. Après avoir renvoyé toutes les troupes et lui-même restant sur place avec une poignée de fonctionnaires civils, Zhuge Liang décide d'employer un stratagème pour tromper l'armée de Wei. Il n'a alors à sa disposition que quelques centaines de soldats.
Le commandant et stratège Sima Yi de Wei s'approchant avec une force de 40 000 hommes, Zhuge Liang ordonna que toutes les portes soient ouvertes et demanda que des civils balayent les routes tandis qu'il s'asseyait sur le haut du rempart, au-dessus de la porte de la ville, jouant calmement de sa cithare avec deux enfants près de lui. Quand les éclaireurs de Sima Yi revinrent avec des nouvelles du fort, ce dernier fut déconcerté par le rapport. Et lorsqu'il vit par lui-même l'étrange paysage, persuadé que le fort était vide, il renonça à l'attaquer, et ordonna à ses troupes de battre en retraite.
Zhuge Liang a plus tard indiqué aux fonctionnaires civils déconcertés que le stratagème avait seulement fonctionné parce que Sima Yi était un homme soupçonneux, ce dernier ayant personnellement été témoin du succès de Zhuge Liang. Son fils, Sima Zhao, qui avait d'ailleurs immédiatement compris la ruse, avait conseillé à son père de ne pas faire retraite, conseil qui fut rejeté.
En raison du manque de preuve valable, les historiens considèrent généralement cette anecdote comme une création de Luo Guanzhong et du folklore commun.

## Place dans les trente-six stratagèmes
Présenté en 32e place, c’est un stratagème de dernier recours. Le plus connu parmi Les 36 stratagèmes demeure le trente-sixième et dernier, la fuite.

## Variantes et utilisations
Tokugawa Ieyasu se serait servit d'une stratégie semblable dite du "fort vide" lors de la débâcle de Mikata-ga-hara. Après la quasi-annihilation de son armée face à Takeda Shingen et poursuivit par ce dernier, Ieyasu se replia dans sa forteresse de Hamamatsu dont il laissa les portes grandes ouvertes et les braseros allumés tout en cachant le peu de troupes qu'il lui restait en vue de faire croire à son rival qu'il lui tendait une embuscade. Victime d'un excès de prudence, Shingen tomba dans le piège et se contenta de poursuivre sa route. D'après certains textes, Ieyasu était arrivé au fort avec cinq soldats restants et les troupes laissées sur place étaient à peine suffisantes pour faire fonctionner un fort de cette taille. Par conséquent, cette stratégie couplée à un énorme coup de chance et à la prudence excessive du tigre de Kai ont très probablement sauvé ce qu'il restait à ce moment-là du clan Tokugawa.